# 스테이시 키블러

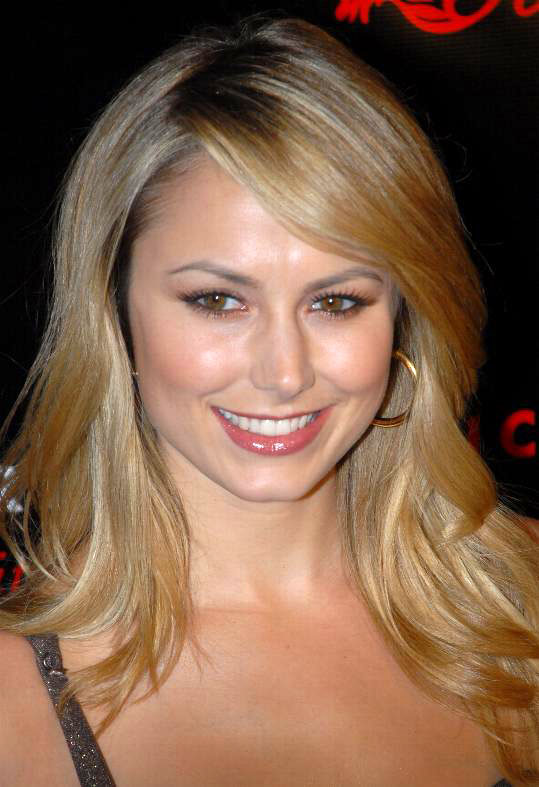
스테이시 키블러

스테이시 키블러(영어: Stacy Keibler, 1979년 10월 14일 ~ )는 미국의 여자 전 프로레슬링선수다. 본명은 스테이시 앤 마리 키블러(Stacy Ann Marie Keibler)한때 볼티모어 레이븐스의 치어리더로도 활동했으며 1999년 프로레슬링 입문으로 처음 WCW 나이트로 걸 선발대회에서 우승한 것을 계기로 프로레슬링계에 입문으로 '미스 핸콕'이란 닉네임으로 핫팬츠 정장 패션과 각선미를 강조한 섹시댄스를 선보였다. 릭 플레어의 아들 데이빗과 결혼하는 각본을 수행하기도 했다. 이후 얼라이언스 각본을 통해 WWE에 처음 등장해 토리 윌슨과 더불어 WCW-ECW 출신 로스터들 중 가장 좋은 이미지로 WWE에 자리잡았다. WWF 시절엔 더들리 보이즈의 매니저를 했고 브랜드 분리 초기엔 빈스 맥맨의 비서로 스맥다운에서 일했다. 이후 던 마리와 대립을 시작하려던 찰나에 소리소문 없이 RAW로 이적해 간간히 경기를 하며 테스트의 여자친구 역할을 수행했고, 스캇 스타이너와 삼각관계를 형성하기도 했다. 이 시기의 아이캔디는 RAW의 이는 트리시 스트레터스하고 스맥다운의 토리 윌슨과 세이블로 나눠지는 황금기였다. 2005년 초엔 허리케인을 따라다니며 '슈퍼 스테이시'란 링네임과 함께 괴랄한 코스튬도 선보였다. 같은 해인 2005년 8월에 크리스티 헤미와 함께 스맥다운으로 이적했다. 커리어 내내 브랜드가 달라 마주칠 일은 적었지만 같은 WCW 출신의 미녀 토리 윌슨이 라이벌로 꼽힌다. 토리 윌슨이 선하고 청순한 이미지의 미녀라면 도발적인 악녀 이미지의 미녀에다가 이 구도는 훗날 켈리 켈리와 마리즈가 이어받는다. 금발의 미녀에다 각선미와 엉덩이로 많은 인기를 끌었지만 프로레슬링으로서의 기량은 없다고 봐도 무방이다. 더불어 슴가도 애초에 전문프로레슬링로 아닌 모델로 시작한 그녀의 한계긴 하다. 그래도 그녀의 긴 다리에서 나오는 킥 기술은 꽤 호쾌했고 지금도 디바들이 많이 사용하는 상대를 코너에 몰아놓고 발로 목을 눌러 조르는 기술은 스테이시를 상징하는 기술이라고 할 수 있다. 여하튼 다리로 먹고 살던 디바하면 가장 먼저 생각나는 것도 쓰리 사이즈는 공식적으로 34-24-35cm로 환산하면 가슴둘레 자체는 86으로 준수한 편이지만 컵 사이즈가 A컵 가슴 수술을 했다는 루머가 있는데 2011년 맥심 화보나 같은 해 여름 파파라치에게 찍힌 사진 등을 봤을 때 여전히 수술의 흔적은 보이지 않는다. 여담으로 운동선수 겸 모델로 일한지 15년 가까이 되감에도 전문 요리사와 트레이너들을 고용해 몸매관리를 한다고 한다. 이 때문에 빚도 좀 많이 있는 듯 헐리우드에 본격적으로 진출하게 된 계기는 2006년 NBC에서 방영한 '댄싱 위드 더 스타'의 2번째 시즌에 출연하면서부터 시즌 첫번째 만점자가 됐고, 이후로 4번의 만점을 더 받아 우수한 무대를 선보였다. WWE 팬들의 전폭적인 지지에 힘입어 인기투표에서도 압도적인 투표율을 자랑했다. 하지만 이 때 기고만장해선 "WWE에서의 생활은 서커스 유람단 같았다"는 소리를 하는 바람에 팬들의 신뢰를 잃었고 3위로 프로그램을 마감했다. 이후로도 토리 윌슨과 동거하며 꾸준히 헐리우드의 문을 두드렸지만 잘 풀리지 않았다. 그런데... 2011년 8월에 무려 18살 연상의 S+++급 배우 조지 클루니와 스캔들이 나버렸다!!! 과연 바람둥이의 마음을 잡을 수 있으...려나? 했는데 2013년 중순 결국 헤어졌다. 심적으로도 금전적으로도 조지 클루니에게 상당부분 의존해있던지라 후유증을 겪은듯. 그래도 나름 멘탈은 강한지 살이 엄청나게 찐다거나 하는 자신을 완전히 놓아버리는 일은 없었다. 2012년 연말엔 마이클 펠프스와 보냈다는 기사가 나왔고 연인 사이가 아니냐는 말이 나돌기도 했다. 조지 클루니와 헤어진 이후 몇년간 알고지냈던 CEO 자레드 포브레와 2013년 가을부터 교제하기 시작해 속도위반하고 2014년 3월에 결혼하고 2014년 8월엔 딸 아바를 출산했다. 앞서 말한 스태프 고용 문제도 있고 여러가지로 금전문제로 어려움을 겪던 차에 WWE에서 스테이시를 재영입하려는 의사를 표명했다. 조지 클루니의 연인이 되면서 높아진 유명세를 이용하려는 듯 하다. WWE는 큰 돈을 쥐여주고 심지어 2014년 WWE 명예의 전당 2014에 헌액을 시켜준다며 초강수를 남발했지만 협상 이후로 소식이 없는 걸 보면 잘 안된듯하다. 결국 2014년 WWE 명예의 전당에 입성하는 디바는 리타로 확정했다. 키는 180cm 몸무게는 59kg이다. 피니쉬는 주로 하이 킥/High kick인데 주로 상대방에 거침없이 관자놀이를 자신의 발등으로 강하게 차버리는 기술이라고 하며 이걸로 자주 사용을 한다. 키블러 킥/Keibler Kick(스피닝 힐 킥/Spinning heel kick)다.

## 수상
- WWE 베베 오브 더 이열(2005년)
- WWE 명예의 전당 헌액자 (2023년)